# Circonscription de Merebleke
La circonscription de Merebleke est une des 38 circonscriptions législatives de l'État fédéré du Tigré, elle se situe dans la Zone centre. Son représentant actuel est Gebremedhen Gebretensae Belay.